# The River (sèrie de televisió)
The River és una sèrie de televisió estatunidenca d'acció i terror que es va estrenar durant la temporada de televisió de 2011-12 a l'ABC com a reemplaçament de meitat de temporada. Vuit episodis van ser produïts per la primera temporada. La sèrie va durar des 7 febrer 2012 fins al 20 març 2012. La sèrie fou produïda per Steven Spielberg i l'episodi pilot fou dirigit pel català Jaume Collet-Serra.